# Spöket reser västerut
Spöket reser västerut (engelska: The Ghost Goes West) är en brittisk komedifilm från 1935 i regi av René Clair. I huvudrollerna ses Robert Donat, Jean Parker och Eugene Pallette. Ett skotskt slott, med tillhörande spöke, flyttas till Florida och spöket får där erfara en kulturkrock, med vad det upplever som amerikansk vulgaritet. 

## Rollista
- Robert Donat - Murdoch Glourie / Donald Glourie
- Jean Parker - Peggy Martin
- Eugene Pallette - Mr. Martin
- Elsa Lanchester - Miss Shepperton
- Ralph Bunker - Ed Bigelow, Martins rival
- Patricia Hilliard - herdinna
- Everley Gregg - Mrs. Martin
- Victor Rietti - vetenskapsmannen
- Morton Selten - The Glourie
- Chili Bouchier - Cleopatra